# Gángsters contra charros
Gángsters contra charros és una pel·lícula mexicana pertanyent al gènere de gàngsters dirigida per Juan Orol. Va ser estrenada en 1948 i protagonitzada pel mateix Juan Orol i Rosa Carmina. És considerada una pel·lícula de culte dins del cinema mexicà.

## Argument
Johnny Carmenta (Juan Orol) és un pistoler, de procedència gansteril, que arriba a una població on Pancho Domínguez, de malnom El Charro del raval (José Pulido), ha imposat la seva llei a la ciutat. Domínguez té com a parella a la rumbera Rosa (Rosa Carmina), a qui Carmenta reconeix del seu passat i que va ser rebutjat per la rumbera. D'aquesta manera el gàngster pretén a Rosa, la qual cosa genera un enfrontament entre tots dos personatges que es converteix en el conflicte constant entre tots dos bàndols.

## Repartiment
- Rosa Carmina - Rosa
- Juan Orol - Johnny Carmenta
- José Pulido - Pancho Domínguez
- Roberto Cañedo - Julio
- Raúl Guerrero - Murciélago o Pepe el templao
- Manuel Arvide - Felipe
- Florencio Castelló - Paquiro
- Chel López - Mecánico
- José Negrete
- José Slim
- Jorge Camacho
- Ramón Randall
- Ricardo Avendaño

## Producció
La pel·lícula va ser produïda per Juan Orol i per España Sono Films.

## Comentaris
S'ha comparat a Juan Orol amb el realitzador nord-americà Ed Wood, canonitzat com “el pitjor director de tots els temps”, que va saltar a la fama gràcies a l'obra de Tim Burton (Ed Wood, 1994). Orol no va necessitar d'un homenatge pòstum per a ser reconegut, va obtenir èxit en la taquilla del seu temps, el públic admirava a les seves muses i als seus malvats gàngsters, sense importar-li la pobresa argumental i tècnica de les seves produccions, fent cas omís a la crítica que vilipendiava la seva obra.
La cinta, és la segona part de una saga cinematogràfica començada amb El reino de los gángsters (1948), i succeïda per El charro del arrabal (1948), Sandra, la mujer de fuego (1954), El sindicato del crimen (La antesala de la muerte) (1954) i México de noche (1974).
Segons l'opinió de crítics especialitzats del cinema mexicà, la cinta ocupa el lloc número 68 entre les 100 millors pel·lícules del cinema mexicà.